# Johann Schlimpen
Johann Schlimpen (ur. 11 marca 1895 w Daun, zm. 20 sierpnia 1918 k. Fismes) – niemiecki as myśliwski z czasów I wojny światowej z 5 potwierdzonymi zwycięstwami powietrznymi.
Johann Schlimpen  po wybuchem I wojny światowej został powołany do piechoty niemieckiej. W 1917 roku, został przeniesiony do Luftstreitkräfte i w 1918 roku służył jako pilot w Jasta 45.
Pierwsze zwycięstwo odniósł w 13 lipca 1918 roku nad amerykańskim balonem obserwacyjnym w okolicach Dormans.
14 sierpnia odniósł swoje piąte i ostatnie zwycięstwo nad francuskim samolotem Spad w okolicach Branges. 20 sierpnia został zestrzelony i zginął w okolicach Fismes.